# Jo van Gastel
Pour les articles homonymes, voir Van Gastel.
Johannes Jacobus van Gastel, Jr, plus connu sous le nom de Jo van Gastel, est un archer néerlandais né le 5 janvier 1887 à Tilbourg et mort le 5 mars 1969 dans la même ville.

## Biographie
Jo van Gastel est sacré champion olympique par équipes au tir au berceau à 28 mètres lors des Jeux olympiques d'été de 1920 se déroulant à Anvers. Hormis lui-même, l'équipe néerlandaise est composée de Driekske van Bussel, Piet de Brouwer, Janus Theeuwes, Janus van Merrienboer, Tiest van Gestel, Joep Packbiers et Theo Willems.